# Obduction (jeu vidéo)
Pour les articles homonymes, voir Obduction (homonymie).
Obduction est un jeu vidéo d'aventure développé par Cyan Worlds. Obduction est considéré comme étant un successeur spirituel des précédents jeux d'aventure de Cyan, Myst et Riven. Dans ce jeu, le joueur voit son personnage transporté dans d'étranges mondes extraterrestres, mais comportant des éléments humains. Le joueur doit explorer et résoudre des énigmes afin de trouver comment rentrer chez lui.
Le jeu a été financé par une campagne Kickstarter en octobre 2013 et sort en août 2016 sur PC, puis en mars 2017 sur MacOS. Une version en réalité virtuelle pour Oculus Rift est publiée en novembre 2016, suivie de versions pour HTC Vive et Oculus Touch le 22 mars 2017. Une version Playstation 4 est sortie en août 2017, accompagnée peu après d'un patch apportant le support du PlayStation VR.

## Système de jeu
Dans Obduction, le personnage incarné par le joueur a été enlevé par des extraterrestres et doit trouver son chemin pour rentrer sur Terre. Le jeu se joue comme un jeu d'aventure à la première personne dans lequel le joueur explore des mondes mélangeant des aspects humains et extraterrestres, résout des énigmes, et fait des choix qui peuvent influencer la façon dont le jeu se terminera. Le jeu propose un mode de déplacement traditionnel des jeux à la première personne, ainsi qu'un système de pointer et cliquer par nœuds. De nombreux objets dans le jeu peuvent être examinés dans une vue en trois dimensions, permettant parfois au joueur de découvrir des indices pour l'aider à résoudre les énigmes.

## Scénario
Le personnage-joueur, dans un parc, voit d'étranges lumières dans le ciel. Une des lumières se révèle être une sorte de graine qui immobilise le personnage et le fait s'évanouir. Quand il s'éveille, il se trouve, ainsi qu'une petite portion du parc, dans un monde extraterrestre, où a été également transportée une ville minière de l'Arizona au vingtième siècle. Il peut voir le monde extraterrestre alentour, mais ne peut pas y pénétrer. En explorant la ville apparemment déserte, il trouve des messages holographiques de bienvenue de son maire Josef Janssen (joué par Patrick Treadway). L'exploration de la ville révèle qu'elle s'appelle Hunrath, et que des dizaines d'humains y ont été transportés de la même façon, pour des raisons inconnues.
Dans les journaux laissés par les humains, le joueur découvre qu'il existe quatre sphères ou "cellules" similaires, liées par des Arbres au centre de chacune à un Cœur commun. Les Arbres libèrent périodiquement des Graines qui voyagent à travers l'espace-temps, et intervertissent des zones sphériques d'un monde lié à un autre. Les humains ont travaillé pacifiquement avec les extraterrestres des autres mondes afin de comprendre ce processus : les Mofang à la technologie avancée de la planète Soria, les Arai insectoïdes de Kaptar, et les paisibles Villein de Maray. Les quatre espèces ont trouvé des moyens d'utiliser les Graines afin de se transférer de l'un des mondes à un autre, permettant la collaboration afin de permettre à chacun de retourner chez soi. Cependant, le personnage-joueur découvre qu'il est arrivé juste après un conflit majeur. Les Mofang considéraient que les autres espèces les freinaient et ont développé une arme de destruction massive capable de dévaster les autres sphères. Des Mofang amicaux ont averti les autres espèces, et ils mirent en place différents protocoles de verrouillage afin de ralentir les Mofangs. La plupart d'entre eux se sont réfugiés dans un "silo" Villeinen état d'hibernation cryogénique. Un humain, C.W.(Robyn Miller) a choisi de s'isoler sur Hunrath, pensant les autres morts. Il implore le joueur de l'aider à fournir de l'eau à chacun des Arbres et à relancer les systèmes électriques d'Hunrath pour leur permettre de rentrer sur Terre.
En explorant les autres mondes, le joueur découvre que les Arai ont renvoyé une des armes Mofang sur Soria juste avant sa détonation, tuant la plupart des Mofang. De la cellule de Soria, le personnage-joueur observe le désert d'Arizona à l'extérieur, mais il semble être une terre post-apocalyptique. Le personnage-joueur finit par atteindre le Silo sur Maray afin d'obtenir les codes pour désactiver le verrouillage. Il trouve l'une des armes Mofang, qui détone s'il s'approche, finissant la partie. Sinon, il désactive l'arme et entame le réveil des habitants endormis, dont Farley(Caroline Fowler), l'ancienne maire d'Hunrath. Elle avertit le joueur que le plan de C.W. pour les renvoyer sur Terre est imparfait, et lui demande de l'arrêter.
Une fois les Arbres arrosés et l'électricité rétablie, C.W. commence le processus de retour sur Terre. A ce moment, le joueur a le choix de couper une des alimentations en suivant le conseil de Farley. S'il ne le fait pas, le plan de C.W. les ramène bien sur Terre, mais dans le paysage dévasté vu auparavant. Farley blame C.W. qui a forcé de nombreux humains encore endormis à vivre dans cet environnement inhospitalier. Dans le cas où le joueur suit le conseil de Farley, C.W. réalise que quelque chose ne va pas, mais ne peut arrêter le processus. La cellule d'Hunrath, ainsi que les trois autres cellules, se retrouvent sur une planète verdoyante, et les barrières entourant les cellules ont disparu. Farley dit à C.W. que les humains et les autres espèces extraterrestres s'en sont tous sortis et que cette nouvelle planète est une grande opportunité.

## Développement
Après la sortie de Myst Online: Uru Live, l'équipe de Cyan a commencé à réfléchir à ce que serait son prochain projet, hésitant entre une nouvelle œuvre dans la franchise Myst et un tout nouvel univers. Ils optent pour la deuxième option, qui leur donne plus de liberté et ne les limite pas au canon qu'ils ont établi pour Myst, bien que cela risque d'exclure les fans de la série Myst. À la suite de l'annonce et de l'ouverture du Kickstarter, les développeurs se sont rendu compte que les fans étaient très ouverts à la nouvelle direction, et montraient un grand intérêt pour l'approche de Cyan mêlant énigmes et aventure.
Obduction  a été officiellement annoncé le 17 octobre 2013 via une campagne Kickstarter ouverte par le cofondateur de Cyan Rand Miller. L'objectif était fixé à 1.1 million de dollars. Bien que Cyan avait estimé qu'il leur faudrait environ 2.5 millions de dollars pour terminer Obduction', ils ont fixé un objectif plus bas pour éviter de paraître avides, selon Miller, espérant récolter bien plus que l'objectif initial. Dans la vidéo qui accompagne l'annonce, Miller indique que le jeu est censé servir de successeur spirituel à Myst et Riven. En s'inspirant de ses anciens travaux, Miller s'est rendu compte qu'un mystérieux monde extraterrestre ferait un parallèle avec le commencement de Myst. Comme l'annonce d'Obduction avait lieu vingt ans après la sortie de Myst, Miller a insisté sur le fait que des collaborateurs des deux premiers jeux Myst ainsi que ceux qui ont contribué au développement de Uru: Ages Beyond Myst participeraient au développement d'Obduction. La campagne s'est terminée le 16 novembre, dépassant légèrement la barre des 1.3 million de dollars, permettant un support de l'Oculus Rift. Bien qu'ils n'aient pas récolté autant qu'ils ne l'espéraient, le succès de la campagne Kickstarter a permis à Cyan de débloquer d'autres financements et d'assurer le développement du jeu.
En interne, le jeu a été développé en suivant le mantra de "Myst dans l'espace"; de façon similaire aux Âges de Myst, le joueur explore différents mondes extraterrestres, avec des moyens de passer de l'un à l'autre, comme par les Livres de liaison. Bien que Cyan voulait initialement éviter d'être trop proche de Myst, en traitant le jeu comme un successeur spirituel, ils se sont rendu compte pendant le développement qu'ils se retrouvaient naturellement à construire le jeu de la même façon que Myst. Le jeu comprend trois personnages non-joueur (PNJ), qui étaient initialement censés être modélisés et animés dans le moteur du jeu, mais en mars 2015 Cyan décida de retourner à l'utilisation de full motion video d'acteurs qui seraient ensuite intégrés au jeu, de la même manière que dans Riven, Miller considérant que cette approche faisait partie de l'héritage de Cyan,.
Robyn Miller, qui avait composé les bandes son de Myst et de Riven avant de quitter Cyan, est revenu pour travailler sur la bande son d'Obduction et apparait en tant que PNJ dans des séquences filmées,. Rand a demandé l'aide de Robyn tard dans le développement du jeu, et les deux frères considèrent un nouveau projet sur lequel ils travailleraient ensemble sur l'ensemble du développement.
Bien que la sortie du jeu ait été prévue pour 2015, elle a été repoussée à 2016 en raison de retards de production. En mars 2016, avec un teaser, Cyan annonce que le jeu sera disponible en juin 2016. La sortie a été repoussée d'un mois au 26 juillet 2016, citant une mise à jour majeure de l'Unreal Engine pour expliquer ce retard, ce temps supplémentaire leur a permis d'implémenter une version en réalité virtuelle pour les systèmes Oculus Rift. Environ une semaine avant cette date, Cyan repousse une dernière fois la sortie à la semaine du 22 août 2016, en raison de nouveaux bugs de dernière minute survenus avec l'ajout de nouveaux systèmes de jeu dans les derniers cycles de développement. Le jeu sort officiellement le 24 août 2016, bien que la version Oculus restait encore en développement à ce moment
La version Oculus est sortie le 31 octobre 2016. Pour cette version, Cyan était bien conscient des problèmes de mal des transports liés aux jeux immersifs, particulièrement pour les grands espaces créés pour Obduction. Pour contourner ces problèmes, ils décident de permettre au joueur de se déplacer en utilisant une manette, en suivant un système de points de passage similaire à celui de Myst, pour que le joueur soit téléporté d'un point au suivant sans montrer de déplacement et éliminer le mal des transports. Cyan a également noté qu'ils comptent utiliser leur expérience de la technologie VR sur Obduction pour de nouveaux projets, notant que bien qu'une version VR de Myst soit très demandée, ils avaient leurs propres projets qu'ils souhaitent explorer. Cyan a annoncé des plans de sortir le jeu sur deux autres plateformes VR, le PlayStation VR et le HTC Vive; le premier leur permettant de développer une version PlayStation 4, ce qui sera leur première version console du jeu. La version HTC Vive est sortie le 22 mars 2017 tandis que la version PlayStation 4 est sortie le 29 août 2017, un patch permettant le support du PlayStation VR est prévu prochainement.

## Accueil
Obduction a reçu des retours "favorables" selon l'aggrégateur Metacritic.
Caitlyn Cook de Destructoid a donné au jeu la note de 9/10, disant que "pour ce que le jeu cherche à faire, il le fait assez parfaitement".
Jed Whitaker de Game Revolution lui a donné la note de 1/5. Il a trouvé que le jeu avait de nombreux bugs et tournait mal avec de longs chargements et des pertes d'images sur l'ordinateur haut de gamme qu'il utilisait. il dit que "ce n'est pas quelque chose qui devrait mal tourner étant donné les caractéristiques de mon ordinateur." Il considère aussi beaucoup des énigmes comme étant dépassées comparées à d'autres jeux d'aventure modernes comme Firewatch et Oxenfree.
Noah Caldwell-Gervais de Polygon a donné la note de 8.5/10. Il dit que "Cyan a réussi à créer une nouvelle aventure qui parait intemporelle".
Ayden de Jeuxvideo.com lui a donné la note de 13/20. Comparant le jeu à Myst, il le dit "moins onirique, il se fait sanctionner par une accumulation de choix hasardeux et aurait mérité une meilleure finition, aussi bien dans la continuité des énigmes que dans son optimisation globale."